# بونتي سول مينسيو
بونتي سول مينسيو هي كومونا في محافظة مانتوفا في إقليم لومبارديا الإيطالية، تقع على بعد 120 كيلو متر شرق مدينة ميلان وعلى بعد 25 كيلو متر شمال غرب مانتوفا , بلغ عدد سكان البلدة 2,037 نسمة في 31 ديسمبر من عام 2004 على مساحة قدرها 11.8 كيلو متر مربع
تحد بلدة بونتي سول مينسيو البلدان الآتية :
مونزامبانو, بيسكيرا دل غاردا , بوزولينغو , فليجيو سول مينسيو

## روابط خارجية
- www.comune.pontisulmincio.mn.it/